# 靖江站
靖江站是位于江苏省靖江市的一个铁路车站，有新长铁路经过，邮政编码214500。车站及其上下行区间未电气化，距离新沂站396公里，隶属上海铁路局。
车站于2004年11月18日开办客运业务，每日开行一对前往海安县的列车，中途停靠泰兴:120。但由于客流低迷于2005年2月17日停运:338。同年4月1日起车站又开始办理货运业务:115。目前车站不办理客货运业务，是三等站。